# Толкунова Валентина Василівна
Валенти́на Васи́лівна Толкуно́ва (рос. Валенти́на Васи́льевна Толкуно́ва; 12 липня 1946, Армавір, Краснодарський край — 22 березня 2010, Москва) — радянська та російська співачка. Заслужена артистка РРФСР (1979). Народна артистка РРФСР (1987).

## Біографічні відомості
У 1966 році почала співати джазову музику в біг-бенді «ВІО-66» під управлінням Юрія Саульського. Через п'ять років Толкунова закінчила Музичне училище імені Гнесіних. Популярність до співачки прийшла в 1972 році після виступу в Колонному залі Будинку Союзів в Москві.
З 1973 року Толкунова працювала солісткою Москонцерту. У 1989 році на базі Москонцерту було створено Творче об'єднання «АРТ», художньою керівницею якого стала Толкунова. У 1987 році їй було присвоєно звання народної артистки РРФСР.
Толкунова працювала з багатьма радянськими композиторами-піснярами — Едуардом Колмановським, Мікаелом Тарівердієвим, Павлом Аедоницьким, Віктором Успенським, Людмилою Лядовою, Олександрою Пахмутовою.
Народну любов співачці принесли пісні «Стою на полустаночке», «Я не могу иначе», «Носики-курносики», «Во всем мне хочется дойти до самой сути», «Я деревенская», «Поговори со мною, мама» та інші.
У 1974 році співачка одружилася з журналістом-міжнародником Юрієм Папоровим, через п'ять років народила сина Миколу.

## Дискографія
- 1972 — «Стою на полустаночке»;
- 1973 — «Во всем мне хочется дойти до самой сути»;
- 1975 — «Комсомолу посвящается»;
- 1977 — «Носики-курносики»;
- 1982 — «Диалог у новогодней ёлки»;
- 1985 — «Если б не было войны» (подвійний альбом);
- 1986 — «Разговор с женщиной» (подвійний альбом);
- 1989 — «Серёжа»;
- 1992 — «Сорок пять»;
- 1995 — «Я не могу иначе»;
- 1997 — «Я деревенская»;
- 1997 — «Сон трава»;
- 2002 — «Мой придуманный мужчина».